# Alisa (hudební skupina)
Alisa (rusky Алиса) je ruská hard rocková hudební skupina, která je považována za jednu z nejvlivnějších kapel ruského rockového hnutí.[zdroj?]

## Historie
Alisa byla založena v listopadu v roce 1983 baskytaristou Svjatoslavem Zaderym. Název kapely pochází ze Zaderyho přezdívky. Sestava kapely byla dokončena v roce 1984, kdy se připojili nový zpěvák Konstantin Kinčev (pravým jménem Konstantin Panfilov) a kytarista Petr Samojlov. Jejich debutové album Energia (rusky Энергия) bylo nahráno mezi lety 1985 a 1986, vydáno státním vydavatelským Melodiya a v roce 1988 se ho prodalo více než milion kopií.
Vztahy mezi dvěma hlavními osobnostmi, Kinčevem a Zaderym, se zhoršovaly, až nakonec Zadery skupinu opustil. K tomu došlo jen hodinu před začátkem koncertu. Proto kapela musela požádat baskytaristu Igora Tihomirova z kapely Kino, aby ho na jeden koncert nahradil. Později Zadery vytvořil vlastní hudební skupinu Nateh. Zadery umřel 6. května 2011 v důsledku komplikací po mozkové mrtvici, ve věku 50 let.

## Diskografie

### Studiová alba
| Název v originále                | Přepis názvu                      | V angličtině                          | Rok vydání |
| -------------------------------- | --------------------------------- | ------------------------------------- | ---------- |
| Энергия                          | Energiya                          | Energy                                | 1988       |
| Блок Ада                         | Blok Ada                          | Block of Hell / Blockade              | 1989       |
| Шестой Лесничий                  | Shestoy Lesnichy                  | Sixth Ranger                          | 1989       |
| Для Тех, Кто Свалился с Луны     | Dlya Tekh, Kto Svalilsya s Luny   | For Those Who Fell from the Moon      | 1993       |
| Чёрная Метка                     | Chyornaya Metka                   | Black Mark                            | 1994       |
| Статья 206 часть 2               | Statya 206 chast 2                | Article 206 part 2                    | 1994       |
| Jazz                             | Jazz                              | Jazz                                  | 1996       |
| Кривозеркалье                    | Krivozerkalye                     | Through the Crooked Glass             | 1997*      |
| Дурень                           | Duren'                            | Stupid                                | 1998       |
| Солнцеворот                      | Solntsevorot                      | Solstice                              | 2000       |
| Танцевать                        | Tantsevat'                        | To Dance                              | 2001       |
| Сейчас Позднее, Чем Ты Думаешь   | Seychas Pozdnee, Chem Ty Dumayesh | It Is Later Than You Think            | 2003       |
| Изгой                            | Izgoy                             | Exile                                 | 2005       |
| Стать Севера                     | Stat Severa                       | Grace of the North                    | 2007       |
| Пульс Хранителя Дверей Лабиринта | Puls Khranitelya Dverey Labirinta | The Pulse of Labyrinth's Doors Keeper | 2008       |
| Ъ                                | Ъ (Tverdii Znak)                  | Ъ ( The Hard Sign - Russian Letter)   | 2010       |
| 20.12 (Двадцать Двенадцать)      | 20.12 (Dvadtsat Dvenadtsat)       | 20.12 (Twenty Twelve)                 | 2011       |
| Саботаж                          | Sabotazh                          | Sabotage                              | 2012       |
| Цирк                             | Tsirk                             | Circus                                | 2014       |
| Эксцесс                          | Ekstsess                          | Excess                                | 2016       |
| Посолонь                         | Posolon                           |                                       | 2019       |

- Nahráno se Svetoslavem Zaderym před příchodem Kinčeva

### Koncertní alba
| Originál                    | V angličtině                    | Rok a místo                    | Rok vydání |
| --------------------------- | ------------------------------- | ------------------------------ | ---------- |
| Шабаш                       | Sabbath                         | 1990, Moscow, Luzhniki Stadium | 1991       |
| На Шаболовке                | At Shabolovka                   | 1995, Moscow, Shabolovka       | 1995       |
| Акустика часть 1            | Acoustics vol.1                 | 1988, Perm                     | 1995       |
| Акустика часть 2            | Acoustics vol.2                 | 1985, Leningrad                | 1997       |
| Пляс Сибири на берегах Невы | Dance of Siberia on Neva Shores | 1997, St-Petersburg, Jubileiny | 1998       |
| Акустика часть 3            | Acoustics vol.3                 | 1988, Pskov                    | 2000       |
| Акустика часть 4            | Acoustics vol.4                 | 1986, Novosibirsk              | 2002       |
| Мы Вместе XX лет            | We Are Together XX years        | 2003, St-Petersburg, Jubileiny | 2005       |
| Звезда по имени рок         | Star Called Rock                | 2005, Moscow, Luzhniki Stadium | 2007       |

### Kompilační alba
| Originál                                    | V angličtině                                | Rok vydání |
| ------------------------------------------- | ------------------------------------------- | ---------- |
| Red Wave: 4 Underground Bands from the USSR | Red Wave: 4 Underground Bands from the USSR | 1986       |
| Легенды Русского Рока                       | Legends of Russian Rock                     | 1997       |
| Энциклопедия Русского Рока                  | Encyclopedia of Russian Rock                | 2000       |
| 13                                          | 13                                          | 2003       |

## Členové kapely

### Současní
- Konstantin Kinčev – vokály (1985–souč.)
- Jevgenij Ljovin – kytara (1998–souč.), ex – N.E.P.
- Pavel Zelitskij – kytara (2018–souč)
- Petr Samojlov – basová kytara (1984–souč.)
- Andrej Vdovičenko – bubny (2003–souč.), ex - N.E.P.
- Dmitrij Parfjonov – klávesy (2000–souč.)

### Bývalí
- Svjatoslav „Alisa“ Zadery – basa, vokály (1983–1985)
- Andrey Šatalin – kytara (1983–2003)
- Michail Nefedov – bubny (1983–2003)
- Pavel „Pol Khan“ Kondratěnko – klávesy (1983–1988)
- Alexander Žuravlev – saxofon (1987–1988)
- Igor „Chuma“ Chumychkin – kytara (1988–1993)
- Andrej Korolev – klávesy (1989–1993)
- Alexander Ponomarev – kytara (1996–1998)
- Boris Borisov – vokály, saxofon (1983)
- Ludmila „Teri“ Kolot – vokály (1986)
- Igor Romanov – kytara (2003-2018)